# El Divisadero
El Divisadero é um município localizado no departamento de Morazán, em El Salvador.